# Карифе
Карифе (італ. Carife) — муніципалітет в Італії, у регіоні Кампанія, провінція Авелліно.
Карифе розташоване на відстані близько 250 км на південний схід від Рима, 85 км на схід від Неаполя, 38 км на схід від Авелліно.
Населення — 1439 осіб (2014).
Щорічний фестиваль відбувається 24 червня. Покровитель — святий Іван Хреститель.

## Демографія
Населення за роками:

Станом на 1 січня 2023 року в муніципалітеті офіційно проживало 38 іноземців з 6 країн, серед них 23 громадяни країн Євросоюзу та 7 громадян України.

## Сусідні муніципалітети
- Кастель-Баронія
- Фридженто
- Гуардія-Ломбарді
- Сан-Нікола-Баронія
- Стурно
- Тревіко
- Валлата